# Boisset-lès-Montrond
Boisset-lès-Montrond è un comune francese di 1 088 abitanti situato nel dipartimento della Loira della regione dell'Alvernia-Rodano-Alpi.

## Società

### Evoluzione demografica
Abitanti censiti